# Diablepia
Diablepia is een geslacht van rechtvleugeligen uit de familie veldsprinkhanen (Acrididae). De wetenschappelijke naam van dit geslacht is voor het eerst geldig gepubliceerd in 1902 door Kirby.

## Soorten
Het geslacht Diablepia  is monotypisch en omvat slechts de volgende soort:
- Diablepia viridis (Kirby, 1902)